# Soudogda
Soudogda (en russe : Судогда) est une ville de l'oblast de Vladimir, en Russie, et le centre administratif du raïon de Soudogda. Sa population s'élevait à 10 408 habitants en 2021.

## Géographie
Soudogda est située sur la rive gauche de la rivière Soudogda, un affluent de la Kliazma, à 35 km au sud-est de Vladimir et à 204 km à l'est de Moscou.

## Histoire
La localité est mentionnée pour la première fois au XVIIe siècle sous le nom de sloboda Soudogodskaïa (Судогодская). Elle est ensuite connue comme le village (selo) de Soudogda et a le statut de ville depuis 1778.

## Population
Recensements (*) ou estimations de la population
| 1856  | 1897* | 1926* | 1939* | 1959* | 1970*  |
| ----- | ----- | ----- | ----- | ----- | ------ |
| 2 500 | 3 182 | 4 477 | 6 200 | 7 490 | 10 535 |

| 1979*  | 1989*  | 2002*  | 2010*  | 2012   | 2013   |
| ------ | ------ | ------ | ------ | ------ | ------ |
| 12 384 | 14 191 | 21 054 | 19 482 | 11 559 | 11 276 |

| 2021*  | - | - | - | - | - |
| ------ | - | - | - | - | - |
| 10 408 | - | - | - | - | - |